# Gösta Ehrenberg
Sven Gösta Ehrenberg, född 25 november 1923 i Falu Kristine församling, död 16 juli 2019 i Lesparre-Médoc, Frankrike, var en svensk målare, tecknare och grafiker.
Efter studentexamen studerade Ehrenberg vid Konsthögskolan i Stockholm 1942–1946 och gjorde studieresor till bland annat England, Frankrike och Italien. Han bosatte sig 1946 i Roquebrune-Cap, som är en liten by vid franska Medelhavskusten.
Ehrenberg ställde ut separat på Galleri Gummesons 1950 och 1952 samt i Lund 1951 men även på Grafiska Sällskapet 1967 och Sveagalleriet 1971. Han medverkade i samlingsutställningar med Dalarnas konstförening sedan 1940 och i Unga tecknare på Nationalmuseum samt i utställningen Svenska akvareller 1925–1947 på Konstakademien. Han deltog vidare i samlingsutställningar även på Biennalerna i Lugano, Ljubljana, Tokyo, Warszawa, Krakow och Florens.
Ehrenbergs bilder är utförda i en stil som gränsar till surrealism.
Ehrenberg är representerad med blyertsteckningar vid Nationalmuseum, Kalmar konstmuseum, Örebro läns landsting  samt en stor samling grafik, teckningar och måleri vid Dalarnas museum.
Ehrenberg illustrerade en egen bok med 12 litografier, Eloge des Pécheurs. Han tilldelades Carl Larsson stipendiet 1949.
Ehrenberg var son till överläkaren med. dr Lennart Ehrenberg och gymnastikdirektören Gunhilda Ehrenberg, född Månsson samt bror till Lars och Anders Ehrenberg. Ehrenberg var vidare sonson till Gustaf Peterson. Ehrenberg var från 1949 gift med Solveig Borggren och efter hennes död 1993 sammanlevde han med Odile Boisgontier. Med hustrun fick han tre barn.